# Ghirolt, Satu Mare
Ghirolt este un sat în comuna Moftin din județul Satu Mare, Transilvania, România.

Ghirolt în Harta Iosefină a Transilvaniei

 Acest articol despre o localitate din județul Satu Mare este deocamdată un ciot. Puteți ajuta Wikipedia prin completarea lui.